# Радинь-Підляський (гміна)
Гміна Радинь-Підляський (пол. Gmina Radzyń Podlaski) — сільська гміна у східній Польщі. Належить до Радинського повіту Люблінського воєводства.
Станом на 31 грудня 2011 у гміні проживало 8060 осіб.

## Площа
Згідно з даними за 2007 рік площа гміни становила 155.17 км², у тому числі:
- орні землі: 65.00%
- ліси: 29.00%

Таким чином, площа гміни становить 16.08% площі повіту.

## Населення
Станом на 31 грудня 2011:
| Опис     | Загалом | Загалом | Чоловіки | Чоловіки | Жінки | Жінки |
| -------- | ------- | ------- | -------- | -------- | ----- | ----- |
| одиниця  | осіб    | %       | осіб     | %        | осіб  | %     |
| все      | 8060    | 100     | 4052     | 50.27    | 4008  | 49.73 |
| міське   | 0       | 100     | 0        |          | 0     |       |
| сільське | 8060    | 100     | 4052     | 50.27    | 4008  | 49.73 |

## Сусідні гміни
Гміна Радинь-Підляський межує з такими гмінами: Боркі, Вогинь, Дрелюв, Конколевниця, Улян-Майорат, Чемерники, Радинь-Підляський.